# Nadleśnictwo Skarżysko
Nadleśnictwo Skarżysko – jednostka organizacyjna Lasów Państwowych podległa Regionalnej Dyrekcji w Radomiu. Siedziba nadleśnictwa mieści się w Skarżysku-Kamiennej przy ulicy Wiejskiej 1. 
Nadleśnictwo leży na obszarze województw: świętokrzyskiego i mazowieckiego. Zarządza obszarem o łącznej powierzchni ok. 16 tys. ha.

## Organizacja
Nadleśnictwo podzielone jest na 13 leśnictw zgrupowanych w trzech obrębach.
- Obręb Leśny Rataje
  - Parszów
  - Rzepin
  - Wanacja
  - Węglów
- Obręb Leśny Skarżysko
  - Ciechostowice
  - Majdów
  - Nad Kamienną
  - Skarżysko Kościelne
- Obręb Leśny Szydłowiec
  - Budki
  - Kierz Niedźwiedzi
  - Sadek
  - Trębowiec